# Nodons
Nodons, auch Nodens, ist ein in Britannien verehrter altkeltischer Gott. Er wird als Gott der Heilung, des Wassers und der Hunde beschrieben. Weihinschriften belegen seine Anbetung in Lydney Park, der heutigen Grafschaft Gloucestershire.

## Verehrung
Das Heiligtum in Lydney Park dürfte nach den dortigen archäologischen Funden zu Ehren Nodons errichtet worden sein. Neben Votivgaben, die den Namen Nodons tragen, wurde eine Bronzestatue gefunden, die einen von vier Pferden gezogenen Wagen darstellt, auf dem ein Mann mit einer Keule steht, sowie ein Monument, auf dem ein Mann einen Fisch tötet. Dieses Monument trägt ebenfalls die Inschrift mit dem Namen Nodons. Weiterhin wurden ein bronzener Hund und ein zerstörtes Mosaik von Fischgestalten – allerdings ohne namentliche Zuordnung – entdeckt. Auf einer Votivtafel mit einem Hundebild ist ebenfalls Nodons erwähnt.
Weitere Weiheinschriften wurden in Cockersand Moss (City of Lancaster) in der Grafschaft Lancashire gefunden; diese gelten jedoch mittlerweile als verschollen.

## Deutung
Es gibt Versuche, den Namen Nodons aus dem Gotischen herzuleiten, wobei niutan „erreichen, erlangen“ und nuta „Fischer, Jäger, Fänger“ zu Grunde gelegt werden. Weiterhin werden etymologische Parallelen zur irischen Sagengestalt und Gottheit Nuada und der walisischen Gestalt Nudd gezogen. Wiederkehrende Attribute wie eine silberne Hand (Nuada und Nudd) zu der bronzenen Hand Nodons untermauern diesen Verdacht.
Nodons wurde weiterhin nach der Interpretatio Romana mit Mars gleichgesetzt. Andere Quellen bezeugen zudem eine Gleichsetzung mit Silvanus. J. R. R. Tolkien wurde im Zusammenhang mit der Ausgrabung beauftragt, eine Abhandlung zur Namensdeutung zu erstellen, die als Anhang mit dem Titel The Name Nodens dem Bericht Report on the excavation of the prehistoric, Roman, and Post-Roman site in Lydney Park, Gloucestershire über die archäologische Stätte angefügt wurde.